# Fußball-Club Gelsenkirchen-Schalke 04
Il Fußball Club Gelsenkirchen Schalke 04, meglio noto come Schalke 04 o semplicemente come Schalke, è una società polisportiva tedesca della città di Gelsenkirchen, nella Renania Settentrionale-Vestfalia. Milita in Zweite Bundesliga, la seconda divisione del campionato tedesco di calcio. I colori sociali della squadra sono il blu, nella fattispecie blu reale, con il bianco. Come logo utilizza un cerchio con al suo interno ben visibili la G di Gelsenkirchen, la S di Schalke e 04 per ricordare il 1904, l'anno di fondazione. I giocatori sono soprannominati "i minatori" (Die Knappen), a richiamare la forte vocazione mineraria della città, oppure "i blu reali" (Die Königsblauen), ricordando il colore sociale.
Nel novero delle squadre storiche del calcio tedesco, sia per tradizione sportiva che per seguito di tifosi, lo Schalke annovera un palmarès a livello nazionale comprendente 7 titoli di Germania, tutti vinti prima della fondazione della moderna Bundesliga nel 1963, a cui aggiungere 5 Coppe di Germania, una Coppa di Lega tedesca e una Supercoppa di Germania. I successi a livello europeo, in cui figurano numerose partecipazioni alle varie coppe europee nel corso dei decenni, contano un'affermazione in Coppa UEFA, oggi Europa League e due nella Coppa Intertoto. Di rilievo sempre a livello europeo anche il cammino nella UEFA Champions League 2010/2011, con un percorso terminato in semifinale. La squadra disputa dal 2001 le sue partite interne alla Arena Auf-Schalke, stadio moderno con copertura e campo retraibili da circa 60000 posti che ha ospitato la finale della UEFA Champions League 2003/2004. L'impianto è anche conosciuto, per ragioni di sponsorizzazione, come Veltins-Arena. Vi è col Borussia Dortmund una sentita rivalità sportiva, che da decenni, quando le due squadre si affrontano sul rettangolo di gioco, da vita al cosiddetto derby della Ruhr.
Il club essendo una polisportiva è attivo altresì in altre pratiche come la pallacanestro, la pallamano, l'atletica leggera, tennistavolo, sport invernali e più recentemente gli eSport virtuali. La dicitura "04" si deve all'anno di fondazione del club, il 1904. La società ha vissuto il suo apice di successi nazionali, con numerose vittorie dei campionati (Gauliga) a cavallo tra gli anni trenta e quaranta del XX secolo, nel periodo del Terzo Reich, fatta eccezione per l'ultimo titolo, il settimo, conquistato nel 1958. Con oltre 150.000 membri, lo Schalke risulta il secondo club sportivo tedesco per numero di affiliati.

## Storia

### Origini del club
Il club viene fondato il 4 maggio 1904 con il nome Westfalia Schalke da un gruppo di studenti di scuola superiore. Inizialmente i colori sociali sono il rosso e il giallo. In quei primi anni del decennio il calcio tedesco era, come nella maggior parte d'Europa fatta eccezione per il calcio inglese, a livello poco più che amatoriale, con risultati non di rilievo anche per lo stesso Schalke. La squadra non riesce infatti a guadagnare l'accesso a uno dei tanti tornei locali che comprende il calcio di quegli anni, la Westdeutscher Spielverband, continuando a giocare come molte delle 'associazioni non riconosciute' di cui pullulava il calcio tedesco alle sue origini.
Nel 1912, dopo vari tentativi andati a vuoto di entrare nella lega ufficiale, lo Schalke si fonde con il club ginnico Schalker Turnverein allo scopo di facilitare l'ingresso di quest'ultima compagine e provare così a crescere in termini di risultati sportivi e seguito di appassionati. L'accordo rimane in essere però solo pochi anni, fino al 1915, quando l'SV Westfalia Schalke decide di ristabilirsi come club indipendente. La separazione si rivela momentanea e nel 1919 le due società si uniscono nuovamente a formare il Turn und Sportverein Schalke. Quella data per alcuni sarebbe il reale anno di fondazione dello Schalke, quindi leggermente posteriore al primo club nato nel 1904. Il 'nuovo Schalke' inizia subito bene la sua storia sportiva vincendo il primo trofeo, la Schalke Kreisliga, nel 1923. È in questo periodo che i giocatori e i sostenitori dello Schalke iniziano ad essere soprannominati Die Knappen, poiché molti giocatori e tifosi dello Schalke lavoravano nelle miniere di carbone di Gelsenkirchen.
Nel 1924, la squadra di calcio si separa ancora una volta dal club ginnico, questa volta portando con sé il presidente del club. Assunto il nome di FC Schalke 04, il club adotta in seguito le uniformi blu e bianche anche oggi utilizzate, dando così spunto anche al secondo soprannome della squadra: 'Die Königsblauen' i blu reali. L'anno seguente lo Schalke diviene la squadra locale egemone, grazie ad uno stile di gioco originale, fatto di passaggi corti e rapidi. Questo sistema in seguito sarebbe diventato famoso con il nome di 'Schalker Kreisel' (trottola roteante). Nel 1927 questo tipo di gioco conduce la formazione tedesca nelle zone alte della Gauliga Ruhr, poi in seconda divisione e infine nella prima fase delle finali nazionali.

### L'ascesa nazionale
Il club, ormai popolare e con un seguito di tifosi in rapida ascesa, soprattutto nel nord ovest del paese, costruisce nel frattempo un nuovo stadio nel 1928, il Glückauf-Kampfbahn, vedendosi riconosciuto il supporto della città cambiando nome in quello attuale di FC Gelsenkirchen Schalke 04. Vince il suo primo campionato della Germania nel 1929 ma l'anno dopo viene sanzionato per aver oltrepassato i limiti salariali stabiliti dalla federazione in un'epoca in cui la professionalizzazione nello sport non era ancora ben vista. Oltre alla sanzione, allo Schalke viene proibito di disputare il campionato per quasi un anno e mezzo. Tuttavia il divieto ha poco impatto sulla popolarità del club: nella prima partita dopo la sanzione, giocata contro il Fortuna Düsseldorf nel giugno 1931, la squadra porta infatti nel suo stadio ben 70.000 spettatori.
Con la riorganizzazione del calcio tedesco ad opera del Terzo Reich avviata a partire dal 1933, lo Schalke si trova a giocare nella Gauliga Westfalen, una delle sedici prime divisioni istituite per rimpiazzare le innumerevoli leghe regionali e locali, ciascuna delle quali rivendicando lo status di massima serie. Dopo molti anni di dominio regionale lo Schalke si impone finalmente all'attenzione nazionale con il raggiungimento della finale del campionato tedesco di quell'anno. Il match contro il Düsseldorf si conclude con una sconfitta per 3-0. Quel risultato è però il preludio al decennio più ricco di successi nella storia della squadra: dal 1933 al 1942 il club compare in ben 14 finali nazionali su 18, di cui 10 nel campionato tedesco e 8 nel 'Tschammerpokal', l'antesignano dell'odierna Coppa di Germania.

### Il periodo d'oro 1933-1942 in campionato con numeri da record

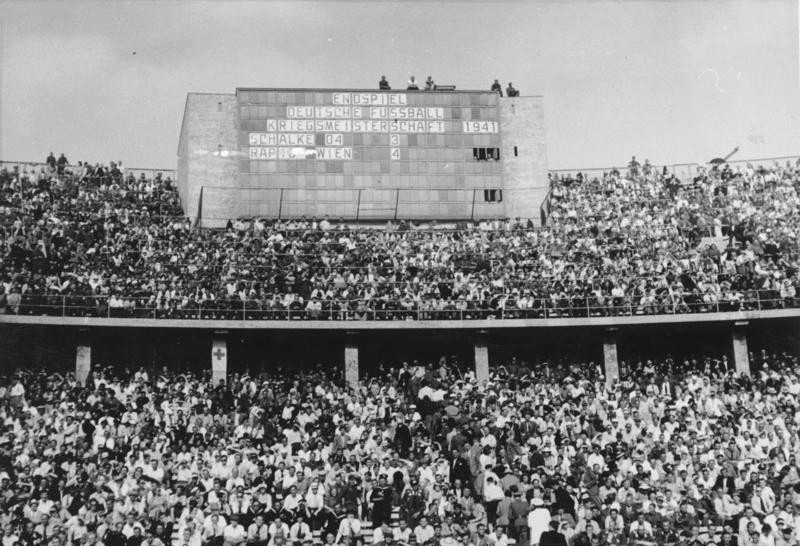
Tifosi della squadra nel 1941

Il primo titolo nazionale dello Schalke arriva nel 1934 grazie alla vittoria per 2-1 contro il favorito Norimberga. L'anno dopo la squadra difende il titolo contro lo Stoccarda, che viene battuto per 6-4. Il club salta poi la finale del 1936 facendo però la sua comparsa nelle finali nazionali per ciascuno dei sei anni successivi, uscendone vittorioso nel 1937, 1939, 1940 e 1942. Tre di queste finali nazionali vengono giocate contro squadre austriache: Admira Vienna, Rapid Vienna e First Vienna, in quegli anni impegnate nel sistema calcistico tedesco con la Gauliga Ostmark dopo l'annessione dell'Austria al Reich nel 1938.
I Königsblauen riescono a giocare anche numerose finali dello Tschammerpokal l'antenata della moderna Coppa di Germania, avendo però meno fortuna. Perdono infatti la prima finale venendo sconfitti per 2-0 dal Norimberga nel 1935 ed essendo poi superati anche nelle finali degli anni 1936, 1941 e 1942. L'unica vittoria nella Coppa giunge nel 1937 contro il Düsseldorf.
Il periodo tra il 1933 e il 1942, numeri alla mano, rende lo Schalke la squadra più vittoriosa del paese, con incluse alcune statistiche record che fanno capire ancora meglio il dominio avuto in quel periodo. Viene inanellata una serie record impressionante di vittorie, ben 162 delle 189 partite disputate in Gauliga, pareggiandone appena 21 e perdendone soltanto 6. Nel corso della lunga cavalcata di quelle stagioni vengono segnati dai giocatori dello Schalke 924 gol subendone soltanto 145. Dal 1935 al 1939 la squadra rimane inoltre imbattuta in campionato. Il dominio del club durante questo periodo lo porta a essere utilizzato anche dalla propaganda politica nazista, elevando il club a esempio della "nuova Germania" nonostante molti giocatori dell'epoca discendessero da immigrati polacchi, su tutti le due stelle della squadra, Fritz Szepan ed Ernst Kuzorra.
Secondo alcune fonti su cui però non ci sono mai state conferme ufficiali, Adolf Hitler era un tifoso dello Schalke 04.

### Dopoguerra, periodo di transizione e ultimo titolo nazionale
Con la Germania nel caos verso la fine della seconda guerra mondiale, anche per lo Schalke volge al termine il periodo d'oro, nonostante il livello della rosa si mantenga buono. La squadra disputa solamente due partite nel 1945 rinunciando a giocare regolarmente per un certo periodo, continuando però ad essere tra le migliori nelle occasioni in cui è il campo a parlare. Al riguardo viene stabilito un record di scarto per una partita di campionato dopo un roboante 20-0 contro lo SpVgg Herten. Un dato che, più che rivelare la potenza della squadra, la dice lunga su come probabilmente il calcio tedesco nell'immediato secondo dopoguerra si fosse indebolito. Alla fine degli anni quaranta il livello di gioco dello Schalke cala drasticamente, con il massimo che viene raggiungere nella nuova Oberliga Ovest del 1947 con un sesto posto finale andando poi a peggiorare i piazzamenti negli anni a venire, compreso un dodicesimo posto. Dopo alcuni campionati di transizione, bisogna attendere la seconda metà degli anni cinquanta perché lo Schalke ritorni al suo antico splendore. Termina infatti terzo in una serrata lotta a tre per la conquista della Oberliga West del 1954, che si decide all'ultima giornata. L'anno seguente si qualifica per la finale della Coppa di Germania, persa per 3-2 contro il Karlsruhe. Nel 1958 arriva il settimo, e per adesso ultimo titolo tedesco della storia del club, dopo la vittoria per 3-0 contro l'Amburgo. Titolo che permette al club di partecipare per la prima volta nella sua storia alla Coppa dei Campioni nella stagione seguente, con un cammino interrotto nei quarti di finale dall'Atletico Madrid. Sarà l'unica partecipazione dello Schalke nella massima competizione europea per molti anni, fino all'edizione 2001/2002, nel frattempo diventata da qualche anno Uefa Champions League.

### L'ingresso nella Bundesliga
Lo Schalke continua a giocare bene anche negli anni immediatamente precedenti alla formazione della Bundesliga, la nuova lega professionistica tedesca che sarebbe nata nel 1963, riuscendo a classificarsi tra le prime quattro per un certo numero di stagioni consecutive e mantenendo quindi un buon livello di prestazioni. Questi ultimi buoni piazzamenti, uniti al grande passato di vittorie, permettono allo Schalke di essere tra le sedici squadre selezionate dalla federazione calcistica tedesca per prendere parte al primo campionato di Bundesliga, il nuovo massimo livello nazionale, a partire dalla stagione 1963/64.
I primi anni in Bundesliga non si dimostrano però facili per la compagine di Gelsenkirchen. Nel 1965 viene evitata la retrocessione soltanto grazie all'allargamento del campionato a diciotto squadre e alla vittoria in un girone di spareggio contro il Karlsruhe e l'Hertha Berlino. Segue poi una serie di piazzamenti nelle zone basse della graduatoria, prima di un notevole miglioramento che culmina in un secondo posto finale dietro al Bayern Monaco nel 1972, dopo aver guidato la classifica per la maggior parte della stagione. Nello stesso anno lo Schalke vince la Coppa di Germania per la seconda volta nella sua storia.

### Lo scandalo della Bundesliga del 1971
Nonostante il miglioramento nei risultati, i semi di un nuovo e clamoroso capovolgimento erano già stati gettati. Nel 1971 in Bundesliga scoppia infatti uno scandalo, con giocatori e dirigenti di varie squadre accusati di aver intascato delle tangenti. Le indagini dimostrarono che lo Schalke aveva perso volontariamente per 1-0 contro l'Arminia Bielefeld nella partita del 17 maggio valida per la ventottesima giornata. Conseguentemente vengono squalificati a vita alcuni giocatori dello Schalke, tra cui tre calciatori: Klaus Fischer, Stan Libuda e Klaus Fichtel, che a quei tempi avevano vestito la maglia della nazionale tedesca. Anche se le squalifiche vengono poi tramutate in pene dai sei mesi ai due anni, lo scandalo ha profonde ripercussioni su quella che sarebbe diventata di lì a poco una delle squadre egemoni nella Germania degli anni settanta.

### Crisi e risorgimento: la vittoria della Coppa Uefa

Klaus Fischer (a destra), il più grande goleador nella storia dello Schalke 04, saluta Giancarlo Antognoni prima della gara di Coppa UEFA del 1977.

Nel 1973 il club cambia impianto di gioco e si trasferisce al più moderno e capiente Parkstadion, stadio da 70.000 posti costruito appositamente per il Mondiale del 1974 proprio in Germania. Sulla scia dello scandalo del 1971, le prestazioni della squadra sono altalenanti, con l'ottimo secondo posto del 1972 seguito ad altri piazzamenti in classifica più modesti. Nella stagione 1976/77 lo Schalke riesce ad ottenere un altro secondo posto, questa volta a un solo punto di distanza dal Borussia Mönchengladbach campione, una delle squadre più forti dell'epoca anche in Europa. Giocatore simbolo di quegli anni è Klaus Fischer, bandiera del club e ancora oggi detentore del primato di reti realizzate con lo Schalke.
Nei primi anni ottanta i Knappen attraversano alcune difficoltà che portano ad anni di saliscendi tra prima e seconda serie, giocata nelle stagioni 1981-1982 e 1983-1984. Ritornato in massima divisione nel 1984 e, dopo un'altra retrocessione nel 1988, lo Schalke ha poi giocato ininterrottamente in Bundesliga per 30 anni, dal 1991-1992 al 2020-2021. Nel 1987 Papa Giovanni Paolo II diviene membro onorario del club dopo aver celebrato la messa al Parkstadion.

La squadra celebra sul campo di San Siro la vittoria della Coppa UEFA 1996-1997

Nel 1995-1996 la squadra raggiunge il terzo posto in Bundesliga, qualificandosi alla Coppa UEFA per la prima volta dal 1977. La stagione seguente vede il trionfante cammino in Coppa UEFA eliminando nell'ordine prima gli olandesi del Roda JC, poi Trabzonspor ai sedicesimi, Club Bruges agli ottavi e Valencia ai quarti di finale e in semifinale il Tenerife ai tempi supplementari, approdando così alla doppia finale contro la favorita Inter. Lo Schalke, guidato in panchina da Huub Stevens, poteva contare su giocatori di valore come Jens Lehmann, Olaf Thon, Michael Büskens, Jiří Němec, Martin Max e Youri Mulder. L'atto conclusivo del torneo, l'ultimo giocato con doppia finale prima dell'introduzione, dall'anno seguente, della finale unica della competizione, vede gli uomini di Stevens prevalere per 1-0 il 7 maggio 1997 in casa e soccombere per 1-0 il 21 maggio al Meazza, aggiudicandosi il trofeo per 4-1 ai tiri di rigore. Resta questo il più grande traguardo europeo nella storia del club.

### L'era Gazprom e il ritorno tra le grandi di Germania

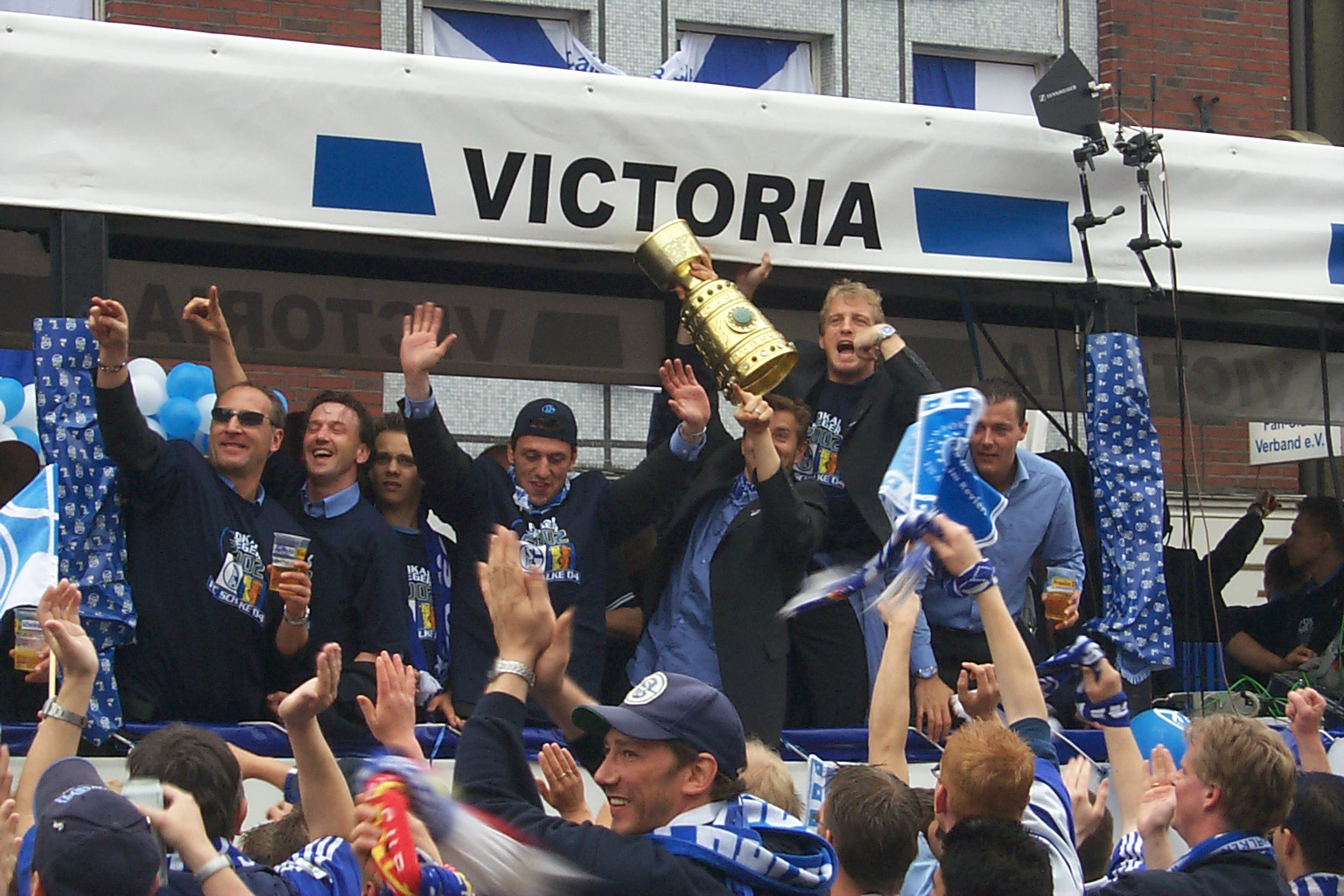
I giocatori dello Schalke 04 festeggiano la vittoria della Coppa di Germania 2002.

Nei primi anni duemila lo Schalke, che nel frattempo si è spostato dal 2001 nella nuova e moderna Veltins-Arena da 60.000 posti, va incontro a una gestione sportiva di stampo commerciale che, grazie a maggiori introiti derivanti da sponsor e ricavi del nuovo stadio, quasi sempre tutto esaurito, si afferma come una delle squadre di vertice della Bundesliga. Nel 2000-2001 e 2001-2002 vince due Coppe di Germania consecutive, ottenendo inoltre due secondi posti in Bundesliga nel 2000-2001 e 2004-2005. Il secondo posto del 2001 è un duro colpo per i tifosi dei Königsblauen, dato che il Bayern, sfavorito dalla classifica alla vigilia dell'ultima giornata, riesce ad aggiudicarsi il titolo segnando un gol all'ultimo minuto di gioco dell'ultima partita sul campo dell'Amburgo. In questi anni lo Schalke torna anche a partecipare alla Coppa dei Campioni, prendendo parte alle edizioni 2001-2002 e 2005-2006 della Champions League, venendo però eliminato in entrambi i casi già nella fase a gironi autunnale.

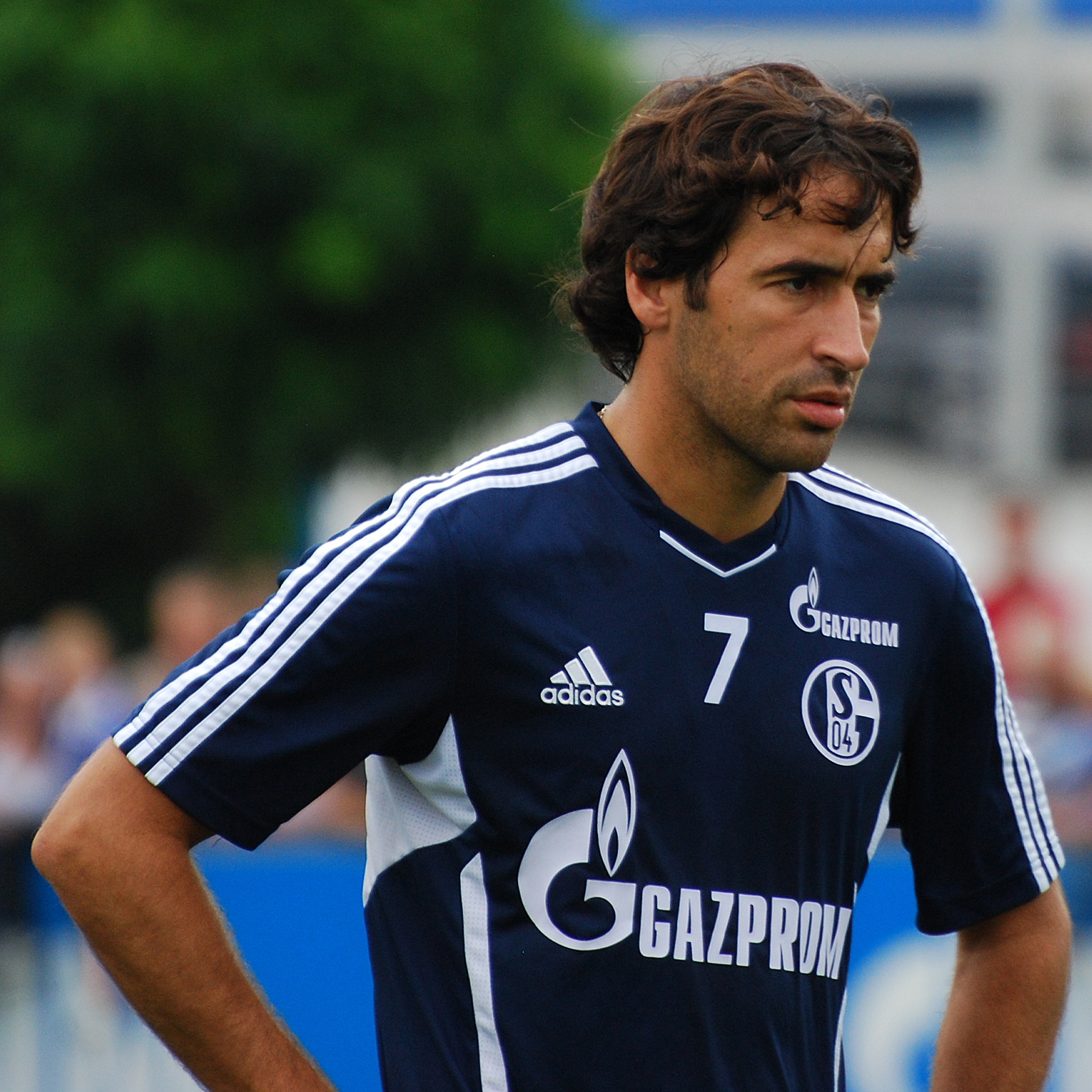
Raúl González Blanco, trascinatore nello Schalke 04 semifinalista di UEFA Champions League nel 2010-2011.

Nell'ottobre 2006 lo Schalke stringe un importante accordo di partnership con la Gazprom, importante azienda russa nel settore energetico. L'accordo ha durata di 6 anni rinnovabili e prevede, oltre alla sponsorizzazione sulle maglie, l'arrivo di circa 125 milioni di euro da poter spendere sul mercato e provare così a insediare il dominio nazionale del Bayern. Linfa fresca per le casse dello Schalke che, a una squadra già buona, con elementi come Christian Poulsen, Rafinha, Hamit Altintop, Josè Marcelo Bordon, Fabian Ernst, Gerald Asamoah e Kevin Kuranyi, vedrà negli anni successivi altri arrivi importanti. Giungono nel frattempo altri due secondi posti in campionato: nel 2006-2007, con il primato perso alla penultima giornata a beneficio dello Stoccarda, e nel 2009-2010 con Felix Magath in panchina. A livello europeo ottimo il cammino nella Champions League 2007-2008, chiuso ai quarti di finale. La squadra nel frattempo viene ulteriormente potenziata e arrivano giocatori importanti come Jefferson Farfan, Ivan Rakitic, Christoph Metzelder, Klaas Jan Huntelaar e il capitano del Real Madrid, Raul, a cui aggiungere giovani promettenti del vivaio come Manuel Neuer, Benedikt Howedes e Julian Draxler.
Memorabile la stagione 2010-2011 chiusa con l'arrivo in semifinale di Champions League e l'uscita ad opera del Manchester United, dopo aver eliminato tra le altre l'Inter campione in carica, a cui fa seguito la vittoria della Coppa di Germania, la quinta della storia, ai danni del Duisburg. Nelle tre stagioni seguenti lo Schalke si mantiene su buoni livelli chiudendo sempre tra le prime quattro, sebbene non entrando mai realmente in lotta per il titolo, ma qualificandosi comunque per altrettante nuove edizioni della Champions League, arrivando sempre agli ottavi di finale.

### La nuova crisi, l'altalena tra prima e seconda serie
Nel 2012 viene rinnovato l'accordo di partnership con Gazprom ma a cifre più basse. Ciò si ripercuote anche nella gestione societaria, con la necessità di fare cassa e puntare maggiormente sui migliori giovani del vivaio da rivendere a cifre alte ai top club. Dopo due buone stagioni 2014-2015 e 2015-2016, chiuse al sesto e quinto posto e gli ottavi di finale di Champions League nel 2015, nel 2016-2017 arriva un anonimo decimo posto.
A sorpresa lo Schalke chiude invece secondo nell'annata 2017-2018 con in panchina l'esordiente Domenico Tedesco. Nella stagione successiva la squadra arriva agli ottavi di finale di Champions League, ma è il canto del cigno prima di una progressiva discesa fino alla seconda serie tedesca. Seguono infatti piazzamenti nella parte destra della classifica, complice anche una squadra ormai lontana dai livelli di qualche anno prima. A un quattordicesimo e un dodicesimo posto, segue infine la retrocessione al termine della stagione 2020-2021, interrompendo una striscia di 30 anni consecutivi in massima serie, iniziata nel 1991. A causa dello scoppio del conflitto russo-ucraino, lo Schalke decide inoltre di interrompere la partnership con Gazprom, sostituendo anche lo sponsor sulla maglia.
All'immediato ritorno in Bundesliga, al termine della stagione 2021-2022, segue però una nuova retrocessione nel 2022-2023.

## Colori e simboli

### Simboli ufficiali

#### Stemma
Lo stemma raffigura una grossa G (Gelsenkirchen) che racchiude la S di Schalke e 04 l'anno di fondazione (il 1904).

#### Inno
"Blau und weiss wie lieb ich Dich" (Bianco e blu come ti amo) e "Königsblauer S04" (Blu reale S04) sono i due inni ufficiali. "Opa Pritschikowski" è anche un coro popolare tra i tifosi.

## Strutture

### Stadio

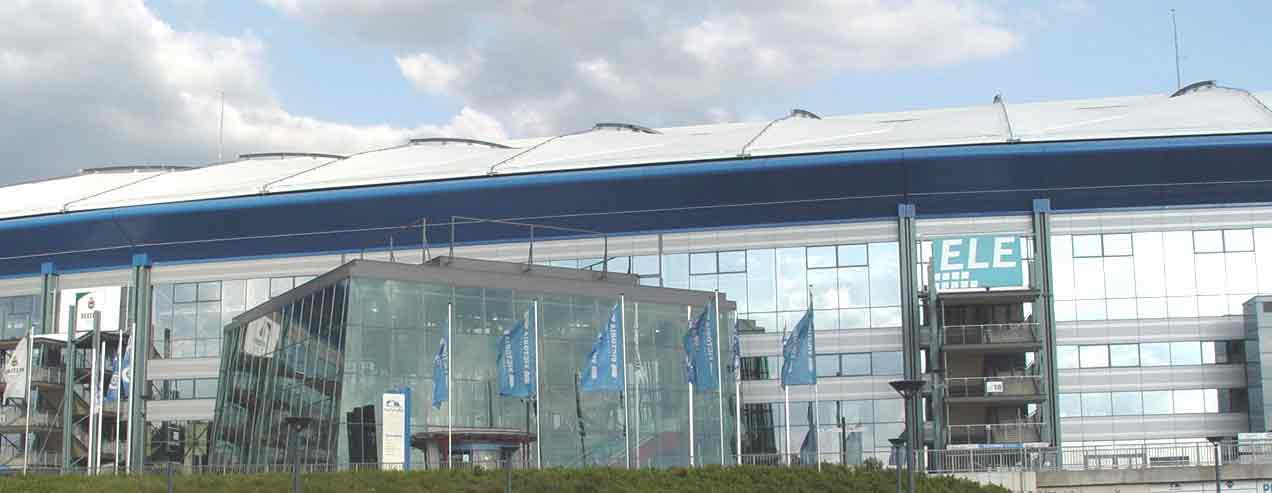
Veduta esterna della Veltins-Arena

Lo stadio di casa dello Schalke 04 è dal 2001 la Veltins-Arena, situata nella parte nord di Gelsenkirchen. Si tratta di un impianto moderno da circa 60.000 spettatori con al suo interno servizi di ristorazione per il giorno delle partite, lo store ufficiale del club e i vip lounge box. Per facilitare la manutenzione e la pulizia, il terreno di gioco scorre su una piattaforma che può uscire all'esterno dell'impianto e permettere così al manto erboso di essere sostituito, lavorato o esporlo maggiormente ai benefici del sole. La copertura dell'arena ha un tetto retraibile che consente la disputa delle partite anche in caso di forte pioggia o neve e in grado quindi di rendere l'arena adatta anche per eventi indoor. Proprio la sua versatilità ospita anche altre discipline sportive come le gare di Hockey su ghiaccio o di motocross.
Prima della Veltins-Arena la squadra ha giocato nella sua storia in altri due impianti: prima nel Glückauf-Kampfbahn, che, inaugurato nel 1928 e tutt'oggi esistente, viene abbandonato solamente nel 1973; essendo quindi testimone della maggior parte dei successi del club. Successivamente avviene invece il trasloco nel più moderno Parkstadion: costruito in occasione dei Mondiali del 1974 e che ha ospitato anche incontri dell'Europeo 1988, oltre alla finale di andata della Coppa UEFA 1996-1997, giocata contro l'Inter.
Il Parkstadion viene poi parzialmente demolito, e dal 2001 viene utilizzato l'attuale impianto, uno dei più moderni del mondo. Edificato in previsione dei Mondiali del 2006 e ospitandone alcune partite, è stato anche sede della finale della UEFA Champions League 2003-2004. Da notare che nel 2010, in occasione della partita inaugurale del campionato mondiale di hockey su ghiaccio maschile, l'intero stadio è stato riadattato a palazzetto del ghiaccio; in questa occasione si è registrata la capienza record, 77.803 spettatori, diciassettemila posti in più rispetto a quella degli incontri di calcio.

## Società

### Sponsor
La società ha avuto i seguenti sponsor:
| Cronologia degli sponsor tecnici - 1975 - 2017 Adidas - 2018 - 2022 Umbro - 2022- Adidas | Cronologia degli sponsor ufficiali - 1978-1979 Deutsche Krebshilfe - 1979-1983 Trigema - 1983-1986 Paddock's - 1986-1987 Trigema - 1987-1988 Dual - 1988-1991 RH Alurad - 1991-1993 R'activ - 1993-1994 Müller - 1994-1997 Kärcher - 1997-2001 Veltins - 2001-2006 Victoria - 2006-2022 Gazprom - 2022-2023 Vivawest - 2023-2024 Veltins |

### Impegno nel sociale
Dal 2008 è attiva la fondazione Schalke hilft!, che si occupa di portare aiuto alle persone in difficoltà della regione.

### Collaborazioni
Il 26 aprile 2018 viene annunciata una partnership della durata di 5 anni tra Schalke 04 ed Hebei Fortune: la società tedesca si impegna a prendersi cura della strategia di crescita delle giovanili dei partner cinesi con lo scopo di sviluppare i giovani talenti cinesi, usando come modello il coaching della Bundesliga.
Dall'agosto del 2021 al maggio del 2022, la società si è impegnata a portare avanti un progetto in collaborazione con l'International Soccer Academy, ospitando 21 ragazzi statunitensi di età compresa fra i 16 e i 18 anni nelle proprie strutture e seguendoli nel loro percorso di scambio culturale e sviluppo delle loro abilità calcistiche.

### Settore giovanile

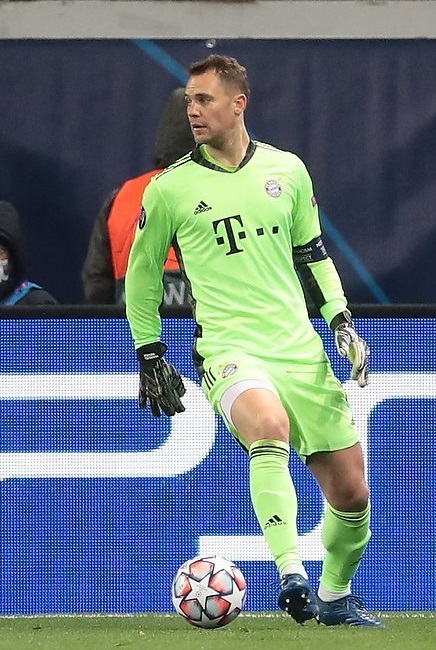
Uno dei migliori prodotti della Knappenschmiede, Manuel Neuer ha compiuto l'intera trafila del settore giovanile dello Schalke prima di esordire in prima squadra nel 2005 e rimanerci fino al 2011, anno del suo trasferimento al Bayern Monaco.

Il settore giovanile dello Schalke 04, conosciuto anche come Die Knappenschmiede (traducibile letteralmente in "La miniera"), ha il suo principale serbatoio di reclutamento nel land della Renania Settentrionale-Vestfalia (di cui fa parte la stessa città di Gelsenkirchen) ed è organizzato in modo da aiutare i giovani atleti nel loro sviluppo, con programmi specializzati a seconda delle diverse fasce d'età e abilità individuali, e guidarli fino all'inserimento e all'esordio in prima squadra. Divise fin dal 2011 in due macro-sezioni (che comprendono, rispettivamente, le squadre dall'Under 9 all'Under 15 e quelle dall'Under 16 alla squadra B), le giovanili collaborano anche con diverse scuole della zona, fra cui la Gesamtschule Berger Feld, un centro di proprietà della federazione tedesca situato vicino allo stadio della prima squadra.
La Knappenschmiede è anche uno dei settori giovanili più noti e qualificati in Germania e in Europa, avendo rappresentato il punto di partenza della carriera professionistica di molti giocatori tedeschi o internazionali di alto livello. La nazionale tedesca vincitrice della Coppa del mondo nel 2014 contava fra le sue file ben quattro prodotti del vivaio bianco-blu: Manuel Neuer, che è anche considerato uno dei portieri migliori di tutti i tempi, Benedikt Höwedes, Mesut Özil e Julian Draxler. Fra gli altri calciatori diventati famosi a livello nazionale e internazionale, si ricordano Tamás Hajnal, Toni Tapalović (poi diventato allenatore dei portieri del Bayern Monaco, fra cui lo stesso Neuer), Mike Hanke, Christian Pander, Sebastian Boenisch, Ralf Fährmann (che ha collezionato più di 200 presenze con lo Schalke), Carlos Zambrano, Danny Latza (capitano della squadra fin dal suo ritorno nell'estate del 2021), Joël Matip, Sead Kolašinac, Kaan Ayhan, Max Meyer, Timon Wellenreuther, Leroy Sané, Thilo Kehrer, Weston McKennie, Malick Thiaw e Matthew Hoppe.

### Altre sezioni della società
Lo Schalke 04 è una società polisportiva. Oltre al calcio esistono sezioni di pallacanestro, pallamano, atletica leggera e ping pong.

## Diffusione nella cultura di massa
Nell'ottobre 2012 lo Schalke 04 ha ultimato il "Fan Feld", il cimitero per i suoi tifosi più sfegatati. All'interno vi sono 1904 tombe disponibili (per ricordare la data di fondazione del club) e ciascun loculo costa non meno di 5406 euro.

## Allenatori
Gli allenatori del club sono stati:
- Heinz Ludewig (3 aprile 1925 – 1927)
- Gustav Wieser (25 maggio 1928 – 1929)
- Kurt Otto (11 agosto, 1929 – 1930)
- August Sobotka (1930–1931)
- Hans Sauerwein (1º agosto 1931 – 1º luglio 1932)
- Kurt Otto (20 luglio 1932 – 1933)
- Hans Schmidt (15 agosto 1933 – 7 luglio 1938)
- Otto Faist (26 ottobre 1938 – 1942)
- Ernst Kuzorra (1946–1947)
- Willi Schäfer (4 novembre 1947 – 1948)
- Theo Langl (1948)
- Ferdinand Swatosch (1º dicembre 1948 – 1949)
- Fritz Szepan (31 agosto 1949 – 1954)
- Eduard Frühwirth (1954 – 31 maggio 1959)
- Nandor Lengyel (1959–1960)
- Georg Gawliczek (1960 – 25 aprile 1964)
- Fritz Langner (26 aprile 1964 – 30 giugno 1967)
- Karl-Heinz Marotzke (1º luglio 1967 – 13 novembre 1967)
- Günter Brocker (18 novembre 1967 – 17 novembre 1968)
- Rudi Gutendorf (22 novembre 1968 – 7 settembre 1970)
- Slobodan Čendić (8 settembre 1970 – 30 giugno 1971)
- Ivica Horvat (1º luglio 1971 – 30 giugno 1975)
- Max Merkel (1º luglio 1975 – 9 marzo 1976)
- Friedel Rausch (10 marzo 1976 – 20 dicembre 1977)
- Uli Maslo (21 dicembre 1977 – 30 giugno 1978)
- Ivica Horvat (1º luglio 1978 – 17 marzo 1979)
- Gyula Lóránt (19 marzo 1979 – 4 dicembre 1979)
- Dietmar Schwager (5 dicembre 1979 – 22 aprile 1980)
- Fahrudin Jusufi (21 aprile 1980 – 26 maggio 1981)
- Heinz Redepennig (interim) (26 maggio 1981 – 30 giugno 1981)
- Rudi Assauer (interim) (27 maggio 1981 – 30 giugno 1981)
- Sigfried Held (1º luglio 1981 – 20 gennaio 1983)
- Jürgen Sundermann (24 gennaio 1983 – 30 giugno 1983)
- Diethelm Ferner (1º luglio 1983 – 30 giugno 1986)
- Rolf Schafstall (1º luglio 1986 – 7 dicembre 1987)
- Horst Franz (29 dicembre 1987 – 18 settembre 1988)
- Diethelm Ferner (9 settembre 1988 – 2 aprile 1989)
- Helmut Kremers (interim) (3 aprile 1989 – 10 aprile 1989)
- Peter Neururer (11 aprile 1989 – 13 novembre 1990)
- Klaus Fischer (interim) (14 novembre 1990 – 31 dicembre 1990)
- Aleksandar Ristić (1º gennaio 1991 – 30 aprile 1992)
- Klaus Fischer (interim) (1º maggio 1992 – 30 giugno 1992)
- Udo Lattek (1º luglio 1992 – 17 gennaio 1993)
- Helmut Schulte (18 gennaio 1993 – 10 ottobre 1993)
- Jörg Berger (11 ottobre 1993 – 3 ottobre 1996)
- Hubert Neu (interim) (4 ottobre 1996 – 8 ottobre 1996)
- Huub Stevens (9 ottobre 1996 – 30 giugno 2002)
- Frank Neubarth (1º luglio 2002 – 25 marzo 2003)
- Marc Wilmots (interim) (26 marzo 2003 – 30 giugno 2003)
- Jupp Heynckes (25 giugno 2003 – 15 settembre 2004)
- Eddy Achterberg (interim) (15 settembre 2004 – 28 settembre 2004)
- Ralf Rangnick (28 settembre 2004 – 12 dicembre 2005)
- Oliver Reck (interim) (12 dicembre 2005 – 4 gennaio 2006)
- Mirko Slomka (4 gennaio 2006 – 13 aprile 2008)
- Michael Büskens (interim) (14 aprile 2008 – 30 giugno 2008)
- Fred Rutten (1º luglio 2008 – 26 marzo 2009)
- Michael Büskens (interim) (1º aprile 2009 – 30 giugno 2009)
- Felix Magath (1º luglio 2009 – 16 marzo 2011)
- Josef Eichkorn (interim) (17 marzo 2011 – 20 marzo 2011)
- Ralf Rangnick (21 marzo 2011 – 22 settembre 2011)
- Josef Eichkorn (interim) (23 settembre 2011 – 26 settembre 2011)
- Huub Stevens (27 settembre 2011 – 16 dicembre 2012)
- Jens Keller (16 dicembre 2012 – 7 ottobre 2014)
- Roberto Di Matteo (7 ottobre 2014 – 26 maggio 2015)
- André Breitenreiter (12 giugno 2015 – 15 maggio 2016)
- Markus Weinzierl (2 giugno 2016 – 10 giugno 2017)
- Domenico Tedesco (10 giugno 2017 - 14 marzo 2019)
- Huub Stevens (interim) (14 marzo 2019 - 18 maggio 2019)
- David Wagner (9 maggio 2019 - 27 settembre 2020)
- Manuel Baum (30 settembre 2020 - 18 dicembre 2020)
- Huub Stevens (interim) (18 dicembre 2020 - 27 dicembre 2020)
- Christian Gross (27 dicembre 2020 - 28 febbraio 2021)
- Dīmītrīs Grammozīs (2 marzo 2021 - 6 marzo 2022)
- Michael Büskens (7 marzo 2022 -7 giugno 2022)
- Frank Kramer (7 giugno 2022-19 ottobre 2022)
- Matthias Kreutzer (interim) (20 ottobre 2022-27 ottobre 2022)
- Thomas Reis (27 ottobre 2022-27 settembre 2023)
- Matthias Kreutzer (interim) (27 settembre 2023-9 ottobre 2023)
- Karel Geraerts (9 ottobre 2023-in corso)

## Calciatori

### Hall of Fame
Il seguente è l'elenco dei giocatori facenti parte della Hall of Fame presente sul sito ufficiale del club:
Portiere:
- Norbert Nigbur (1966-1976; 1979-1983)

Difensori:
- Rolf Rüssmann (1969-1973; 1974-1980)
- Klaus Fichtel (1965-1980; 1984-1988)
- Olaf Thon (1983-1988; 1994-2002)

Centrocampisti:
- Marc Wilmots (1996-2000; 2001-2003)
- Fritz Szepan (1925-1949)
- Ingo Anderbrügge (1988-1999)
- Ernst Kuzorra (1923-1950)

Attaccanti:
- Rüdiger Abramczik (1973-1980; 1987-1988)
- Klaus Fischer (1970-1981)
- Reinhard Libuda (1961-1965; 1968-1972; 1973-1976)

Allenatore:
- Huub Stevens (1996-2002; 2011-2012)

### Vincitori di titoli
I seguenti giocatori hanno ottenuto risultati di prestigio con le loro nazionali nel periodo di militanza nella società:
- Campioni del mondo

 Bernhard Klodt  (Svizzera 1954)
 Helmut Kremers  (Germania Ovest 1974)
 Norbert Nigbur  (Germania Ovest 1974)
 Benedikt Höwedes  (Brasile 2014)
 Julian Draxler  (Brasile 2014)
- Campioni d'Europa

 Erwin Kremers  (Belgio 1972)
 Bent Christensen Arensøe  (Svezia 1992)
- Campioni d'Asia

 Atsuto Uchida  (Qatar 2011)
- Capocannoniere della Bundesliga: 3

 Klaus Fischer (1975-1976)
 Ebbe Sand (2000-2001)
 Klaas-Jan Huntelaar (2011-2012)
- Calciatore tedesco dell'anno: 1

 Manuel Neuer (2011)
- Calciatore danese dell'anno: 3

 Ebbe Sand (2001)
 Christian Poulsen (2005, 2006)
- Calciatore georgiano dell'anno: 1

 Levan K'obiashvili (2011)
- Calciatore ceco dell'anno: 1

 Jiří Němec (1997)

## Palmarès

### Competizioni nazionali
- Campionato tedesco: 7

1933-1934, 1934-1935, 1936-1937, 1938-1939, 1939-1940, 1941-1942, 1957-1958
- Coppa di Germania: 5

1937, 1971-1972, 2000-2001, 2001-2002, 2010-2011
- Coppa di Lega tedesca: 1

2005
- Supercoppa di Germania: 1

2011
- Campionato tedesco di seconda divisione: 3

1981-1982, 1990-1991, 2021-2022

### Competizioni internazionali
- Coppa UEFA: 1

1996-1997
- Coppa Intertoto UEFA: 2  (record condiviso con Stoccarda, Villarreal e Amburgo)

2003, 2004
- Coppa delle Alpi: 1

1968

### Competizioni regionali
- Gauliga Westfalen: 11

1934, 1935, 1936, 1937, 1938, 1939, 1940, 1941, 1942, 1943, 1944
- Oberliga West: 2

1951, 1958

### Competizioni giovanili
- Under-19 Bundesliga: 4

1975-1976, 2005-2006, 2011-2012, 2014-2015
- DFB-Pokal der Junioren: 2

2001-2002, 2004-2005
- Under-17 Bundesliga: 3

1977-1978, 2001-2002, 2021-2022

## Statistiche e record

### Partecipazione ai campionati e ai tornei internazionali

#### Campionati nazionali
Dalla stagione 1933-1934 alla stagione 2025-2026 compresa, la squadra ha partecipato a:
| Livello | Categoria             | Partecipazioni | Debutto   | Ultima stagione | Totale |
| ------- | --------------------- | -------------- | --------- | --------------- | ------ |
| 1º      | Gauliga Westfalen     | 11             | 1933-1934 | 1943-1944       | 79     |
| 1º      | Oberliga West         | 15             | 1947-1948 | 1962-1963       | 79     |
| 1º      | Bundesliga            | 53             | 1963-1964 | 2022-2023       | 79     |
| 2º      | 2. Fußball-Bundesliga | 8              | 1981-1982 | 2025-2026       | 8      |

#### Partecipazione alle coppe europee
Nelle competizioni europee lo Schalke 04 ha ottenuto contro i finlandesi dell'HJK la miglior vittoria in assoluto, un 6-1 nel ritorno dei play-off della Europa League 2011-2012, mentre la peggior sconfitta, un 7-0 esterno, è avvenuta nel ritorno degli ottavi della UEFA Champions League 2018-2019 contro gli inglesi del Manchester City.
Alla stagione 2023-2024 il club ha ottenuto le seguenti partecipazioni ai tornei internazionali:
| Categoria                                | Partecipazioni | Debutto   | Ultima stagione |
| ---------------------------------------- | -------------- | --------- | --------------- |
| Coppa dei Campioni/UEFA Champions League | 9              | 1958-1959 | 2018-2019       |
| Coppa delle Coppe                        | 2              | 1969-1970 | 1972-1973       |
| Coppa UEFA/UEFA Europa League            | 13             | 1976-1977 | 2015-2016       |
| Coppa Intertoto                          | 2              | 2003      | 2004            |

### Statistiche individuali
Per quanto riguarda le competizioni internazionali, Gerald Asamoah è il giocatore con più presenze totali, 63, mentre Klaas-Jan Huntelaar è il miglior marcatore, avendo realizzato 31 reti durante tutta la sua militanza nel club.
Vengono riportati di seguito i calciatori per numero di presenze e gol con la maglia dello Schalke 04:
| Record di presenze I primi dieci giocatori per numero di presenze: - 500 Klaus Fichtel (1965-1980; 1984-1988) - 370 Gerald Asamoah (1999-2010) - 370 Norbert Nigbur (1966-1976; 1979-1983) - 335 Benedikt Höwedes (2007-2017) - 324 Rolf Rüssmann (1969-1973; 1974-1980) - 321 Olaf Thon (1984-1988; 1994-2002) - 305 Klaus Fischer (1970-1981) - 305 Herbert Lütkebohmert (1968-1979) - 284 Jiří Němec (1993-2002) - 282 Michael Büskens (1992-2002) | Record di gol I primi dieci giocatori per numero di gol: - 190 Klaus Fischer (1970-1981) - 126 Klaas-Jan Huntelaar (2010-2017; 2021) - 87 Kevin Kurányi (2005-2010) - 85 Ebbe Sand (1999-2006) - 61 Gerald Asamoah (1999-2010) - 56 Olaf Thon (1984-1988; 1994-2002) - 53 Jefferson Farfán (2008-2015) - 52 Erwin Kremers (1971-1979) - 48 Rüdiger Abramczik (1973-1980; 1987-1988) - 47 Ingo Anderbrügge (1988-1999) |

## Tifoseria

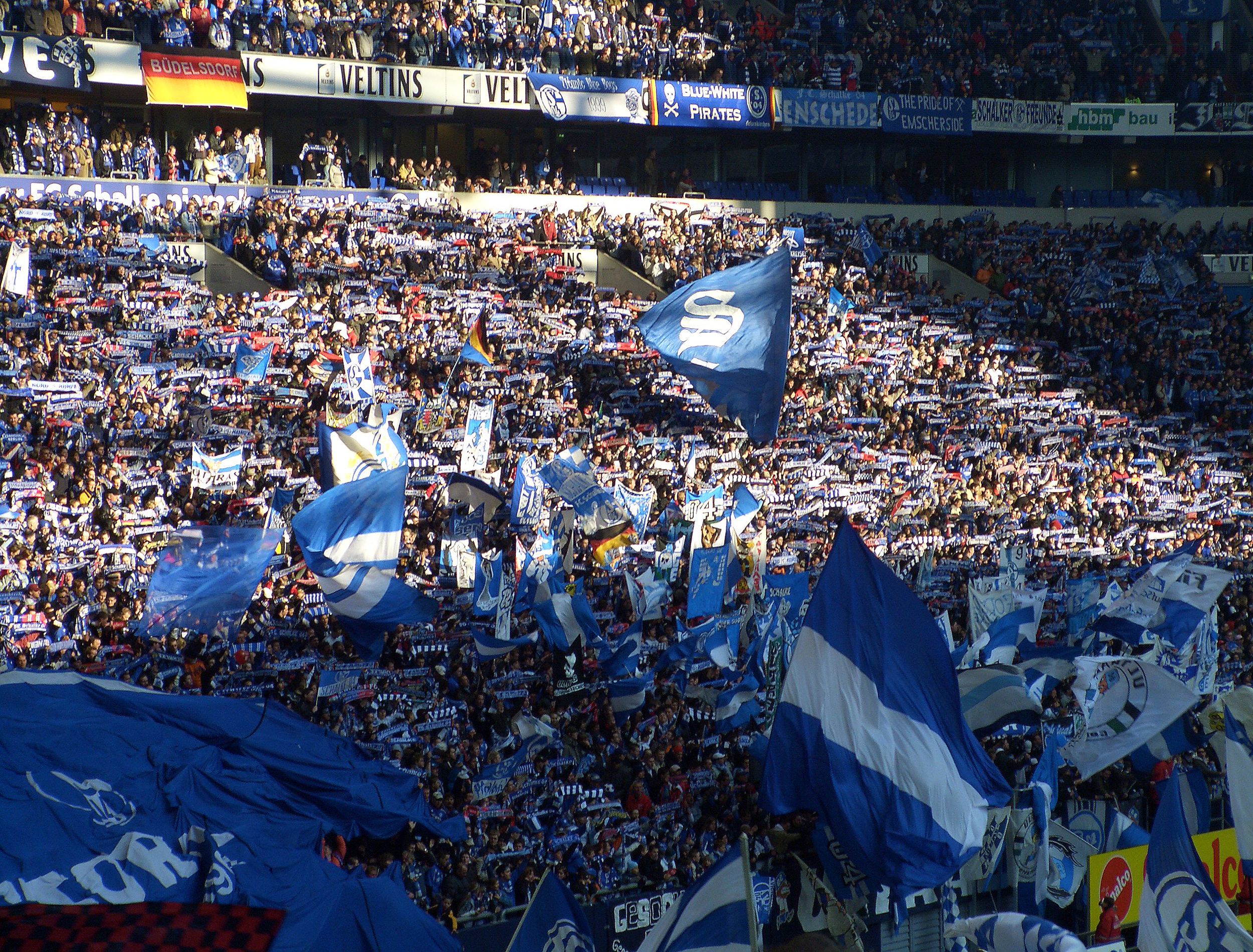
Tifosi nella Nordkurve

### Gemellaggi e rivalità
La principale rivalità è nei confronti del Borussia Dortmund, il cosiddetto derby della Ruhr o Revierderby, tuttavia sono sentiti in questo senso anche gli incontri con Bayern Monaco, Colonia e Hertha Berlino.
I tifosi dello Schalke hanno invece forti rapporti di amicizia con 1.FC Nürnberg, Twente, Vardar, Górnik Zabrze, Salernitana e Fidelis Andria.

## Organico

### Rosa 2024-2025
Aggiornata al 15 gennaio 2025.
| N. |                        | Ruolo | Calciatore               |
| -- | ---------------------- | ----- | ------------------------ |
| 2  | Argentina (bandiera)   | D     | Felipe Sánchez           |
| 4  | Camerun (bandiera)     | D     | Steve Noode              |
| 5  | Inghilterra (bandiera) | D     | Derry Murkin             |
| 6  | Germania (bandiera)    | C     | Ron Schallenberg         |
| 7  | Germania (bandiera)    | C     | Paul Seguin              |
| 8  | Germania (bandiera)    | A     | Amin Younes              |
| 9  | Mali (bandiera)        | A     | Moussa Sylla             |
| 14 | Germania (bandiera)    | C     | Janik Bachmann           |
| 15 | Danimarca (bandiera)   | A     | Emil Højlund             |
| 16 | Uruguay (bandiera)     | C     | Mauro Zalazar            |
| 17 | Svizzera (bandiera)    | D     | Adrian Gantenbein        |
| 18 | Ghana (bandiera)       | A     | Christopher Antwi-Adjei  |
| 19 | Turchia (bandiera)     | A     | Kenan Karaman (capitano) |
| 20 | Germania (bandiera)    | C     | Aris Bayindir            |
| 21 | Belgio (bandiera)      | D     | Martin Wasinski          |
| 22 | Mali (bandiera)        | D     | Ibrahima Cissé           |
| 23 | Turchia (bandiera)     | D     | Mehmet Aydın             |

| N. |                      | Ruolo | Calciatore       |
| -- | -------------------- | ----- | ---------------- |
| 24 | Francia (bandiera)   | A     | Ilyes Hamache    |
| 26 | Rep. Ceca (bandiera) | D     | Tomas Kalas      |
| 27 | Germania (bandiera)  | P     | Loris Karius     |
| 28 | Germania (bandiera)  | P     | Justin Heekeren  |
| 29 | Germania (bandiera)  | C     | Tobias Mohr      |
| 30 | Germania (bandiera)  | D     | Anton Donkor     |
| 31 | Germania (bandiera)  | D     | Taylan Bulut     |
| 32 | Germania (bandiera)  | P     | Luca Podlech     |
| 33 | Germania (bandiera)  | D     | Vitalie Becker   |
| 34 | Austria (bandiera)   | P     | Michael Langer   |
| 35 | Polonia (bandiera)   | D     | Marcin Kamiński  |
| 36 | Germania (bandiera)  | D     | Niklas Barthel   |
| 37 | Germania (bandiera)  | C     | Max Grüger       |
| 38 | Austria (bandiera)   | C     | Tristan Osmani   |
| 39 | Germania (bandiera)  | A     | Peter Remmert    |
|    | Germania (bandiera)  | P     | Ralf Fährmann    |
|    | Germania (bandiera)  | C     | Dominick Drexler |

### Staff tecnico
| Allenatore:               | Kees van Wonderen |
| Vice allenatore:          | Sidney Sam        |
| Vice allenatore:          | Robert Molenaar   |
| Vice allenatore:          | Tim Hoogland      |
| Preparatore dei portieri: | Stephan Loboué    |
| Preparatore atletico:     | Alexander Storck  |
| Video analyst:            | Björn Andersohn   |

### Squadra riserve
La società ha una squadra riserve denominata Fußball-Club Gelsenkirchen-Schalke 04 II, che dalla stagione 2007-2008 milita nella Fußball-Regionalliga, la quarta serie del campionato tedesco di calcio.
Il suo staff tecnico è composto dall'allenatore Bernhard Trares, dal suo vice Manfred Dubski e dal preparatore dei portieri Thomas Schlieck.
Gioca le sue gare interne al Mondpalast-Arena, stadio da 13.500 posti.